# Agradoot
Agradoot é um exemplo dos maiores fenômenos do cinema indiano, ou seja, um grupo de técnicos de cinema, os quais assinam coletivamente como diretores. A primeiro grupo do Agradoot formou-se em 1946 por Bibhuti Laha (cameraman), Jatin Datta (sonorização), Sailen Ghosal (técnico de laboratório) Nitai Bhattacharya (cenógrafo) e Bimal Ghost (produção).

## Filmografia
- Aparenher Alo (1989)
- Surya Sakhi (1981)
- Din Amader (1977)
- Sonar Khancha (1973)
- Sonar Khancha (1973)
- Chhadmabeshi (1971)
- Manjari Opera (1970)
- Chirandiner (1969)
- Kokhono Megh (1968)
- Nayika sangbad (1967)
- Antaral (1965)
- Suryatapa (1965)
- Tapasi (1965)
- Badsha (1963)
- Uttarayan (1963)
- Bipasha (1962)
- Nav Diganta (1962)
- Agni Sanskar (1961)
- Khola Babur Pratyabartan (1960)
- Kuhak (1960)
- Lalu Bhulu (1959)
- Surya Toran (1959)
- Pathey Holo Deri (1957)
- Trijama (1956)
- Sabar Uparey (1955)
- Agni Pariksha (1954)
- Anupama (1954)
- Aandi (1952)
- Babla (1951)
- Sahajatri (1951)
- Sabyasachi (1948)
- Samapika (1948)
- Sankalpa (1948)
- Swapna-o-Sadhana (1947)